# Andrzej Wyszyński
Andrzej Wyszyński (ur. 1952 w Radomiu, zm. 16 października 2023) – doktor habilitowany sztuk plastycznych, profesor nadzwyczajny Uniwersytetu Technologiczno-Humanistycznego im. Kazimierza Pułaskiego w Radomiu i Wyższej Szkoły Ekologii i Zarządzania w Warszawie, specjalista w zakresie architektury wnętrz i wzornictwa.

## Życiorys
W latach 1972–1977 studiował na Wydziale Architektury Wnętrz Akademii Sztuk Pięknych w Warszawie. W 1977 uzyskał tytuł magistra sztuki. Dyplom wykonał w pracowni prof. Włodzimierza Witteka, za który otrzymał wyróżnienie i nagrodę ministra kultury i sztuki. W latach 1977–1979 studiował na Wydziale Architektury Politechniki Warszawskiej. W latach 1978–1983 pracował na stanowisku asystenta na Wydziale Architektury Wnętrz ASP w Warszawie. W roku akademickim 1986/1987 prowadził zajęcia dydaktyczne w Wyższej Szkole Inżynierskiej w Radomiu. W latach 1999–2000 pracował w Zespole Szkół Plastycznych im. J. Brandta w Radomiu. W 2001 na podstawie napisanej pod kierunkiem Stanisława Gontarczyka rozprawy pt. Człowiek i jego wnętrze, czyli przyczyna architektury otrzymał na Wydziale Architektury Wnętrz Akademii Sztuk Pięknych w Warszawie kwalifikacje I stopnia równoważne ze stopniem doktora sztuk plastycznych w dyscyplinie architektura wnętrz. Na podstawie dorobku naukowego oraz rozprawy pt. Problem architektury w procesie zmian programowych wynikających z upływu czasu uzyskał w 2007 na Wydziale Architektury i Wzornictwa Akademii Sztuk Pięknych w Poznaniu stopień naukowy doktora habilitowanego w dziedzinie sztuk plastycznych w dyscyplinie sztuki użytkowe specjalności architektura wnętrz, wzornictwo.
Został profesorem nadzwyczajnym na Wydziale Sztuki Uniwersytetu Technologiczno-Humanistycznego im. Kazimierza Pułaskiego w Radomiu oraz na Wydziale Architektury Wyższej Szkoły Ekologii i Zarządzania w Warszawie.